# Port lotniczy Baillif
Port lotniczy Baillif – piąty co do wielkości port lotniczy Gwadelupy, zlokalizowany w miejscowości Baillif.